# Jurkiwka (obwód winnicki)
Jurkiwka (ukr. Юрківка; pol. Jurkówka) – wieś na Ukrainie, w obwodzie winnickim, w rejonie tulczyńskim, w hromadzie Szpykiw. W 2001 liczyła 1417 mieszkańców.
Znajduje tu się stacja kolejowa Jurkiwka, położona na linii Żmerynka – Odessa.

## Historia
W XIX i w początkach XX w. położona była w Rosji, w guberni podolskiej, w powiecie jampolskim. Po I wojnie światowej w granicach Związku Sowieckiego. Od 1991 na niepodległej Ukrainie.

## Urodzeni
- Nina Umaneć - radziecka wioślarka.